# إسمنت بنزرت
إسمنت بنزرت هي شركة تونسية لصناعة الإسمنت والجير، تأسست عام 1952 بمدينة بنزرت. مدرجة في بورصة تونس منذ أكتوبر 2009.